# Jamesville
Jamesville és una població dels Estats Units a l'estat de Carolina del Nord. Segons el cens del 2000 tenia 502 habitants.

## Demografia
Segons el cens del 2000, Jamesville tenia 502 habitants, 199 habitatges i 140 famílies. La densitat de població era de 144,6 habitants per km².
Dels 199 habitatges en un 32,2% hi vivien nens de menys de 18 anys, en un 46,2% hi vivien parelles casades, en un 18,6% dones solteres, i en un 29,6% no eren unitats familiars. En el 27,6% dels habitatges hi vivien persones soles el 16,1% de les quals corresponia a persones de 65 anys o més que vivien soles. El nombre mitjà de persones vivint en cada habitatge era de 2,52 i el nombre mitjà de persones que vivien en cada família era de 3,04.
Per edats la població es repartia de la següent manera: un 28,1% tenia menys de 18 anys, un 6,2% entre 18 i 24, un 25,1% entre 25 i 44, un 22,1% de 45 a 60 i un 18,5% 65 anys o més.
L'edat mediana era de 38 anys. Per cada 100 dones de 18 o més anys hi havia 81,4 homes.
La renda mediana per habitatge era de 28.438 $ i la renda mediana per família de 32.813 $. Els homes tenien una renda mediana de 32.045 $ mentre que les dones 20.208 $. La renda per capita de la població era de 16.682 $. Entorn del 21,5% de les famílies i el 19,7% de la població estaven per davall del llindar de pobresa.

## Poblacions més properes
El següent diagrama mostra les poblacions més properes.